# Lepthyphantes erigonoides
Lepthyphantes erigonoides är en spindelart som beskrevs av Schenkel 1936. Lepthyphantes erigonoides ingår i släktet Lepthyphantes och familjen täckvävarspindlar. Inga underarter finns listade i Catalogue of Life.